# Список умерших в 1382 году

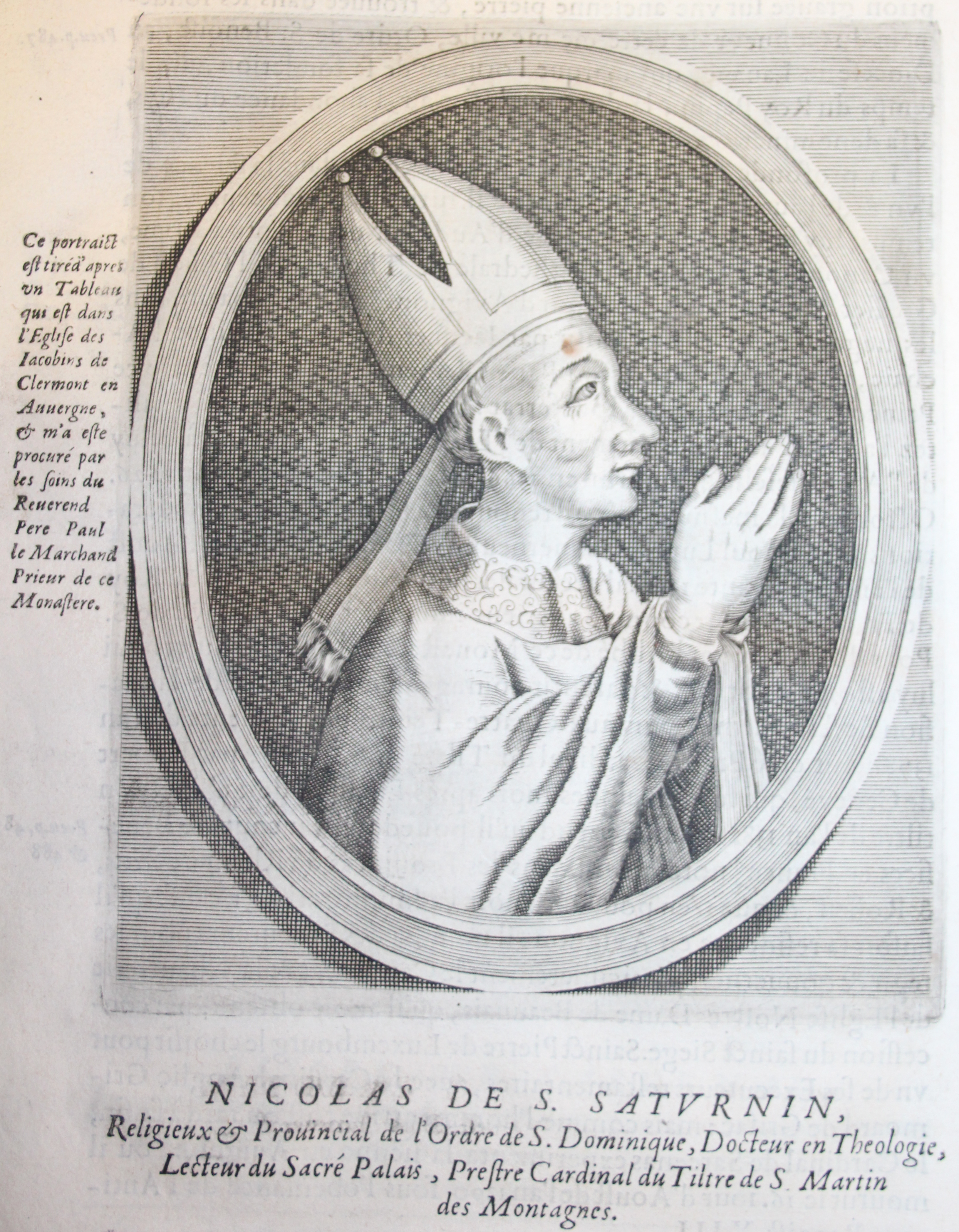
Николя де Сен-Сатурнен

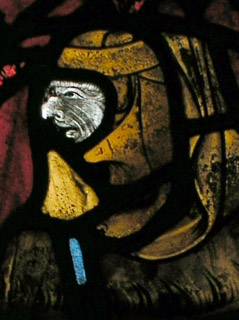
Уффорд, Уильям де, 2-й граф Саффолк

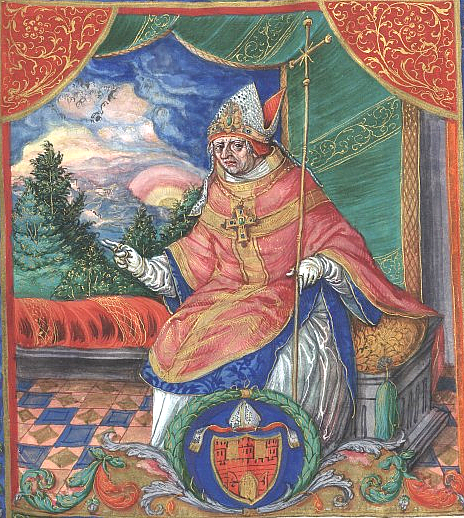
Януш Сухывильк

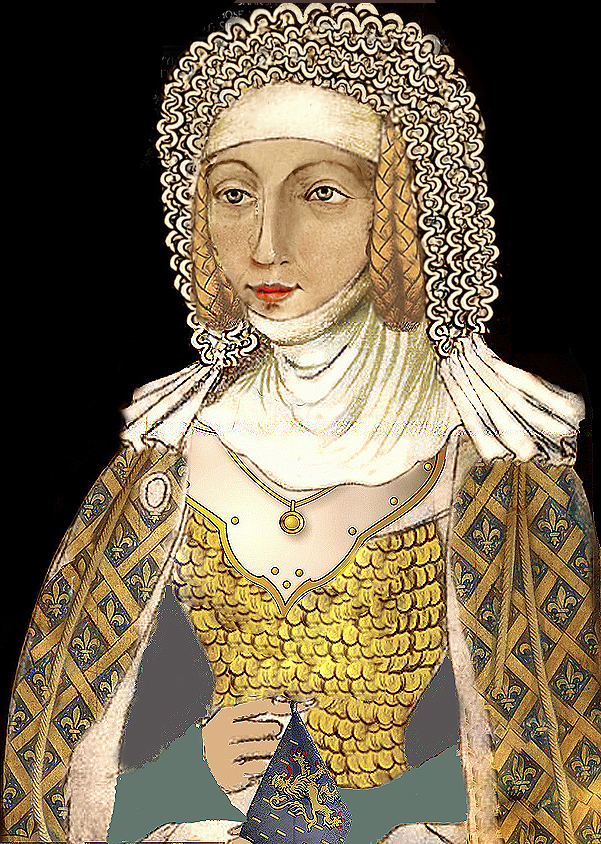
Маргарита I Французская

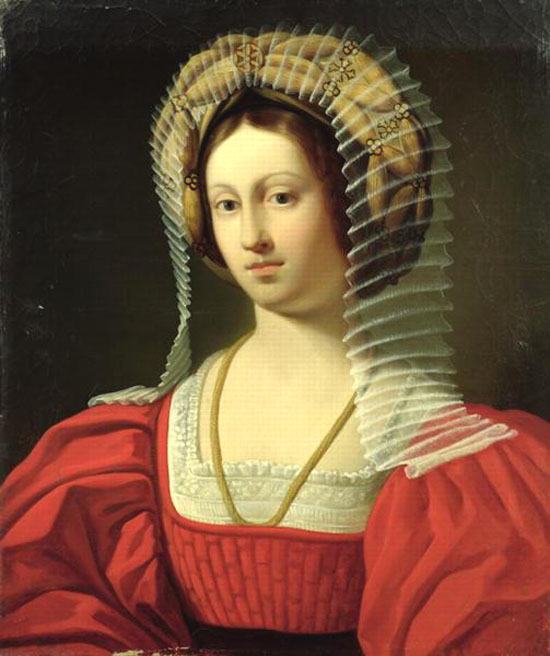
Джованна I

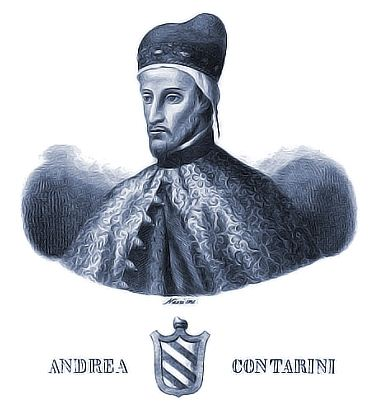
Андреа Контарини

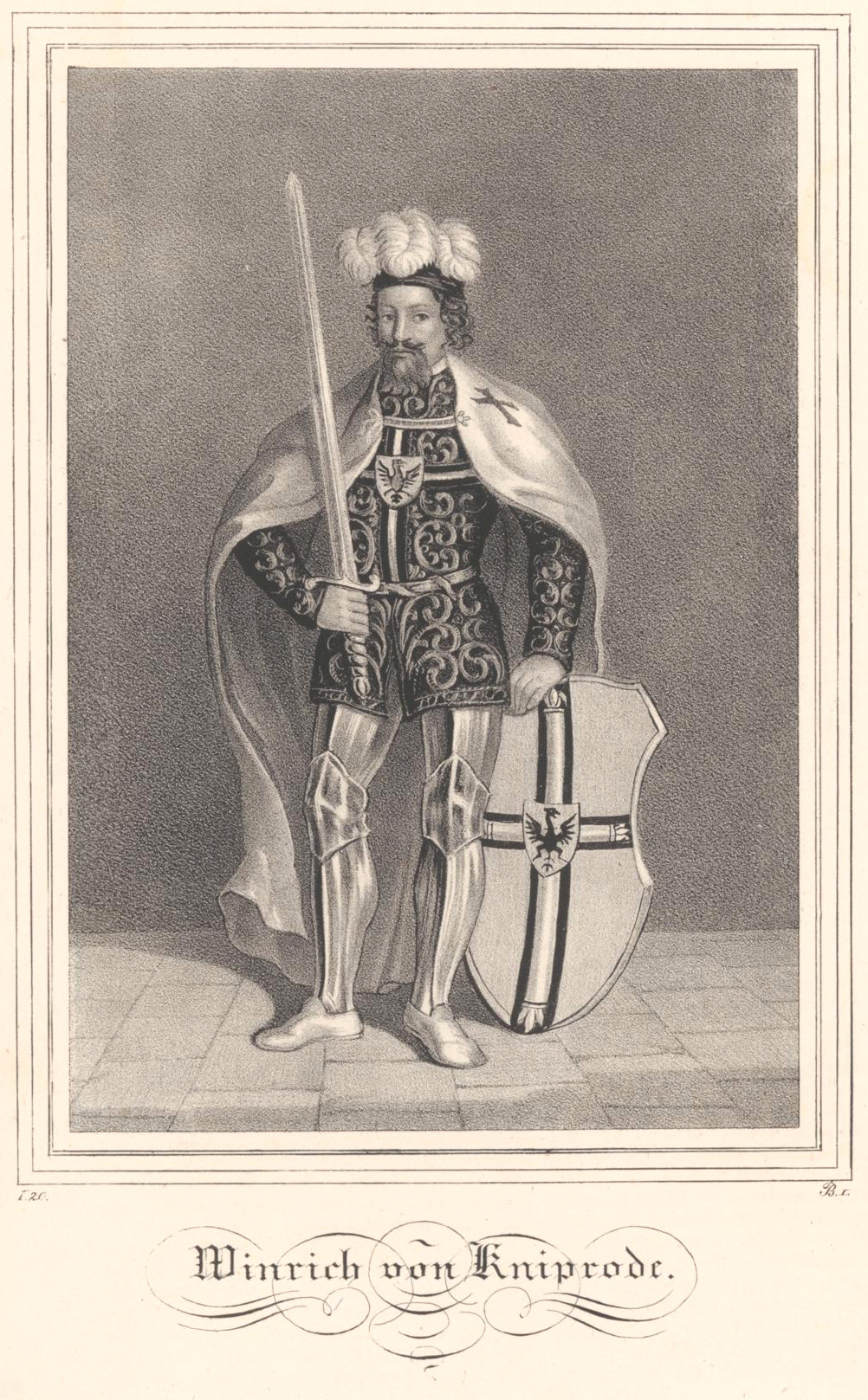
Винрих фон Книпроде

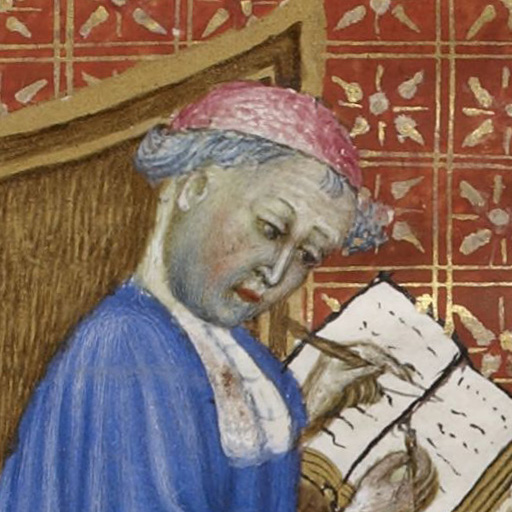
Николай Орем

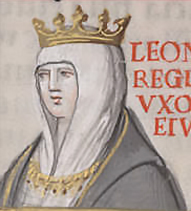
Элеонора Арагонская

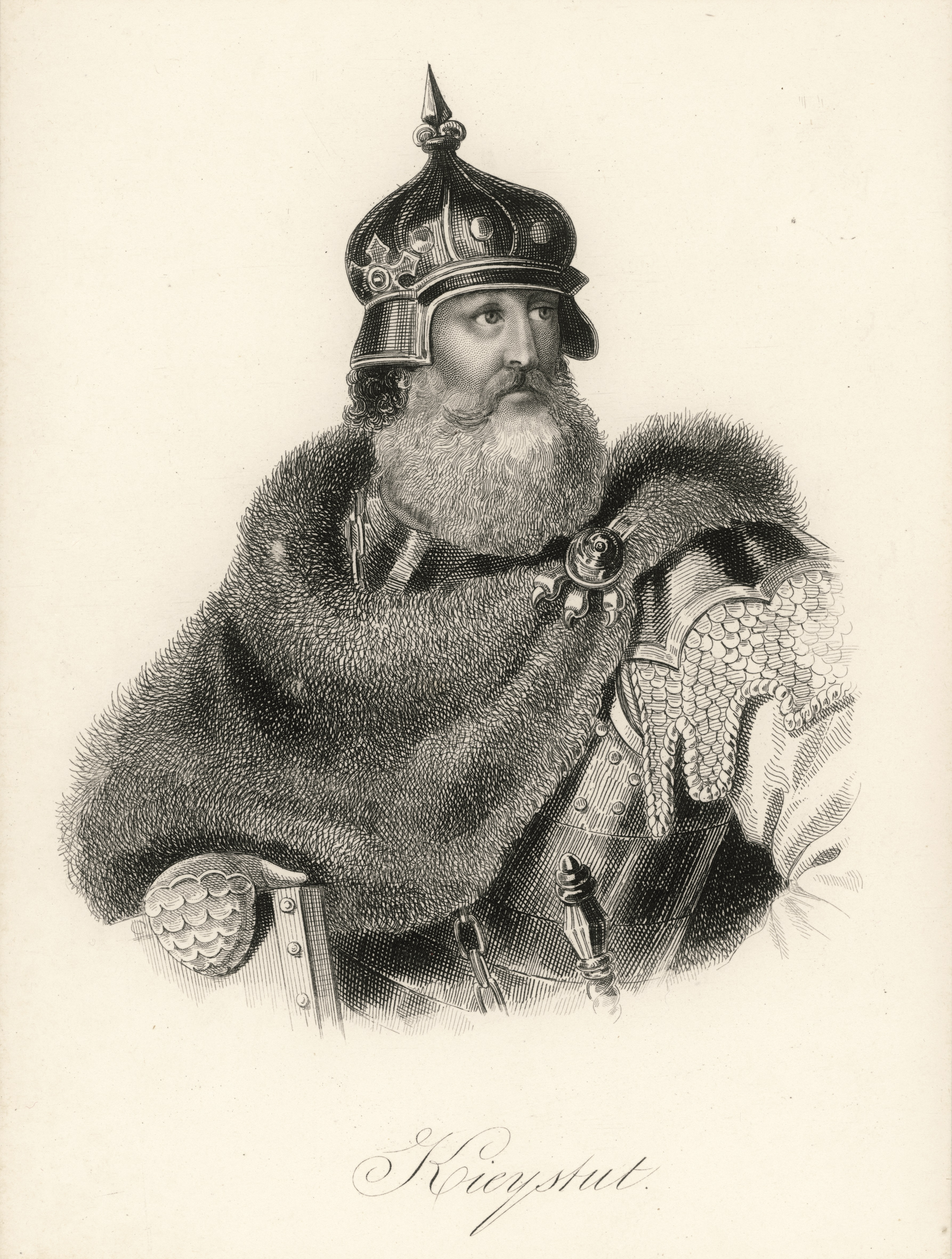
Кейстут

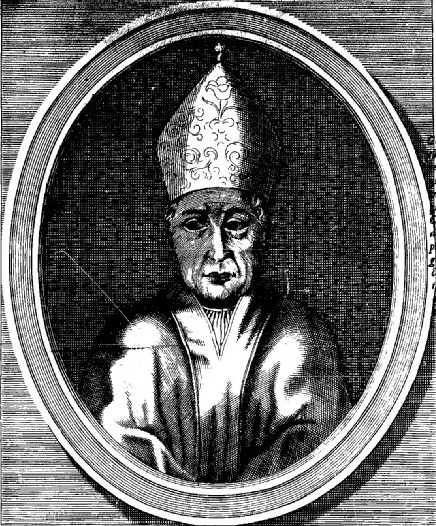
Ренуль де Монтерук

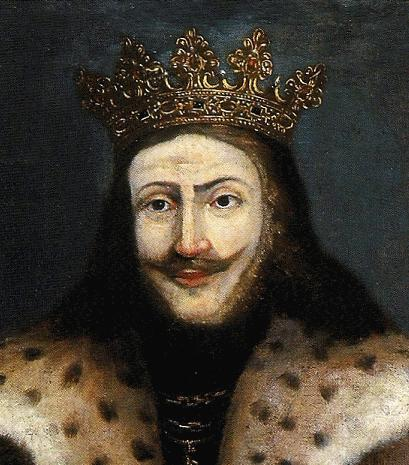
Людовик I Великий

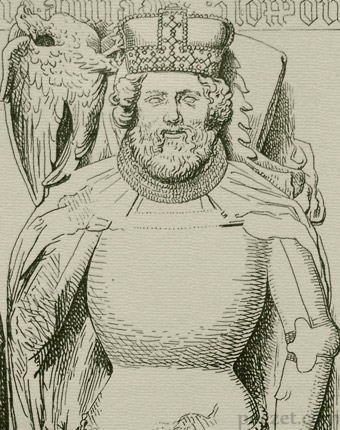
Болько III Опольский

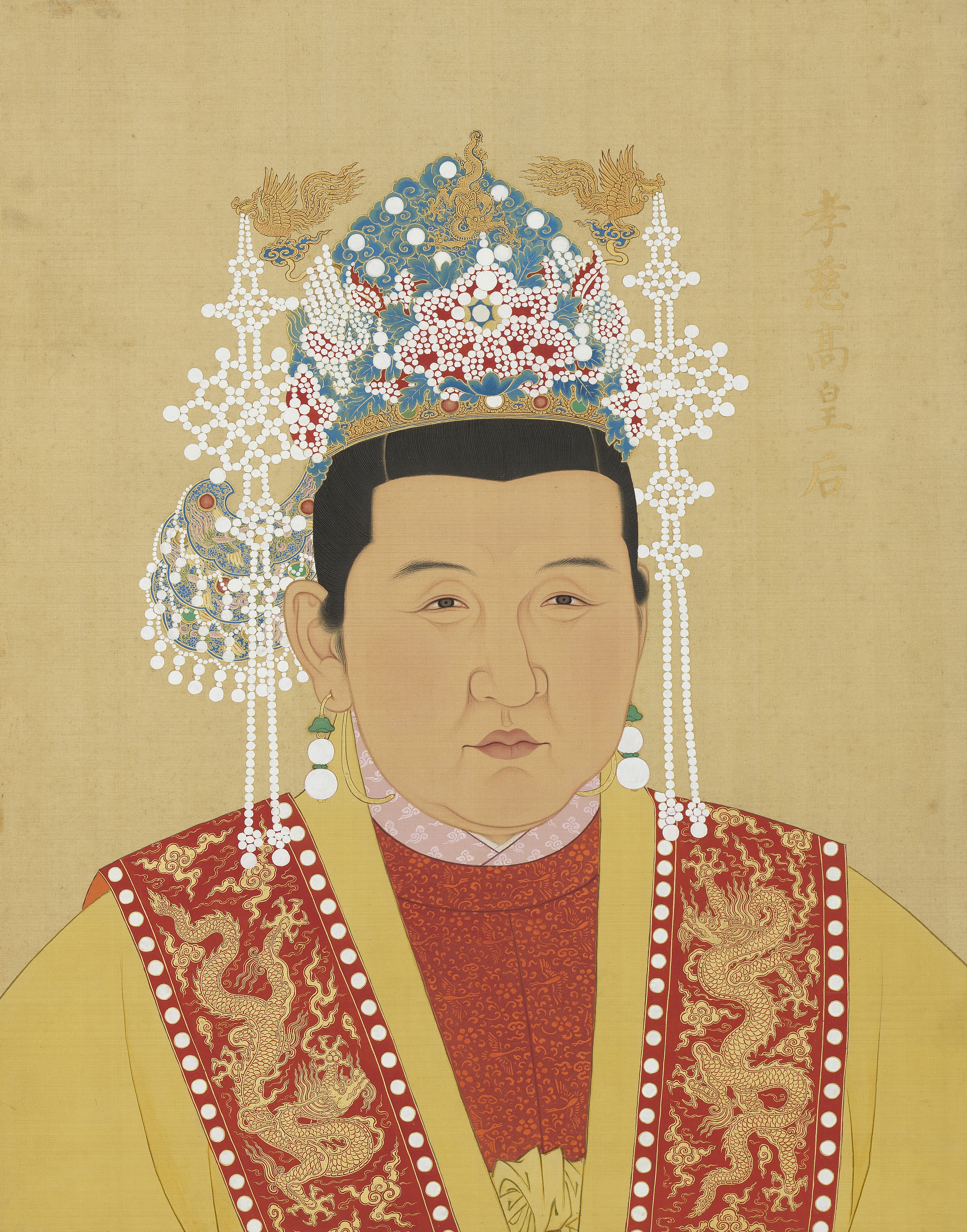
Императрица Ма

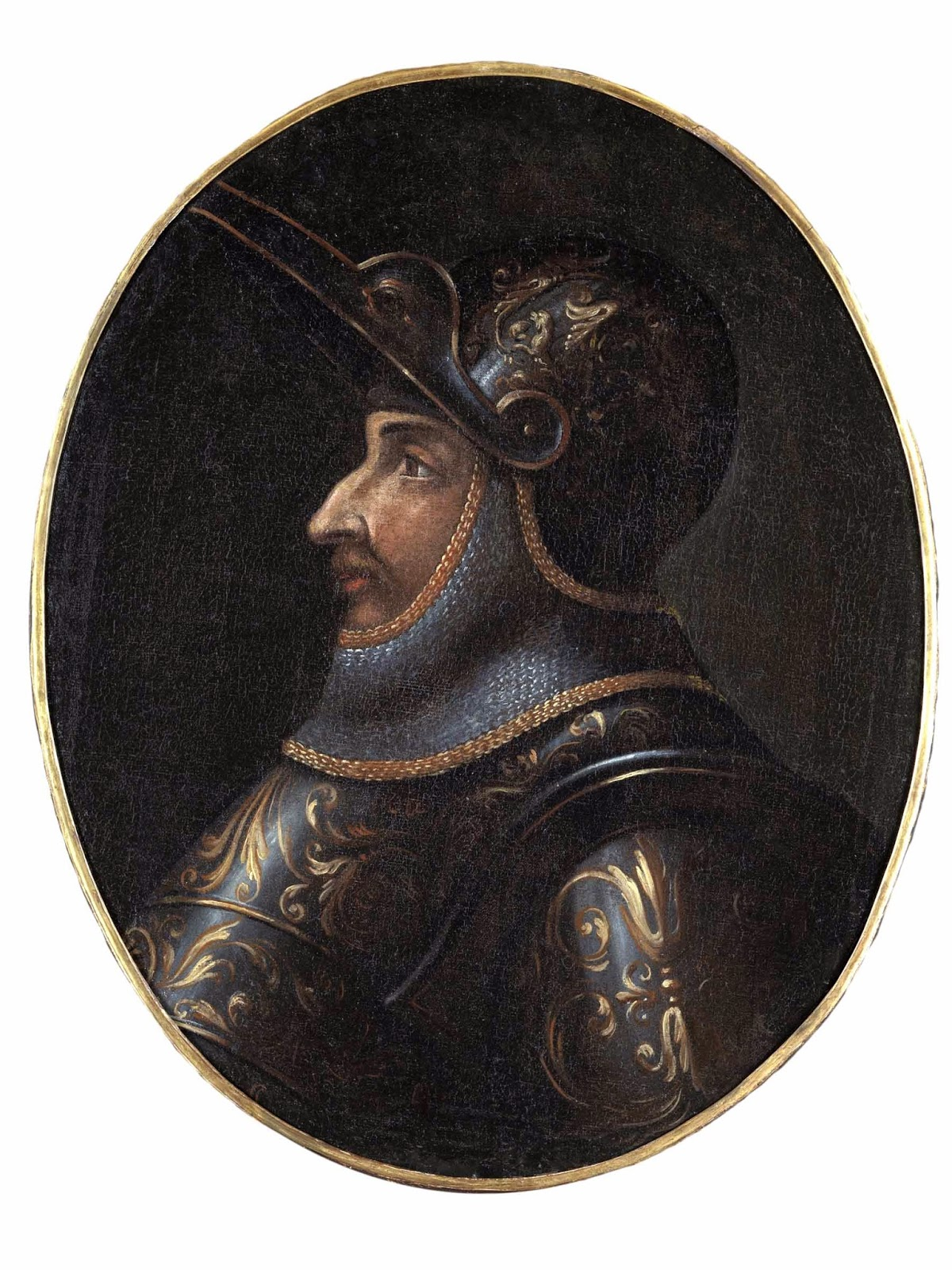
Лудовико II Гонзага

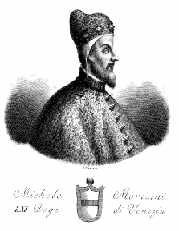
Микеле Морозини

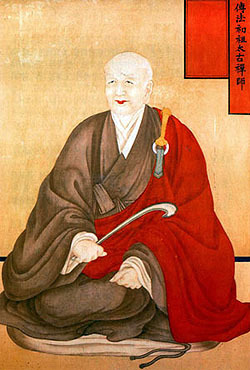
Тэго Боу

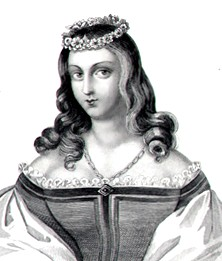
Бирута

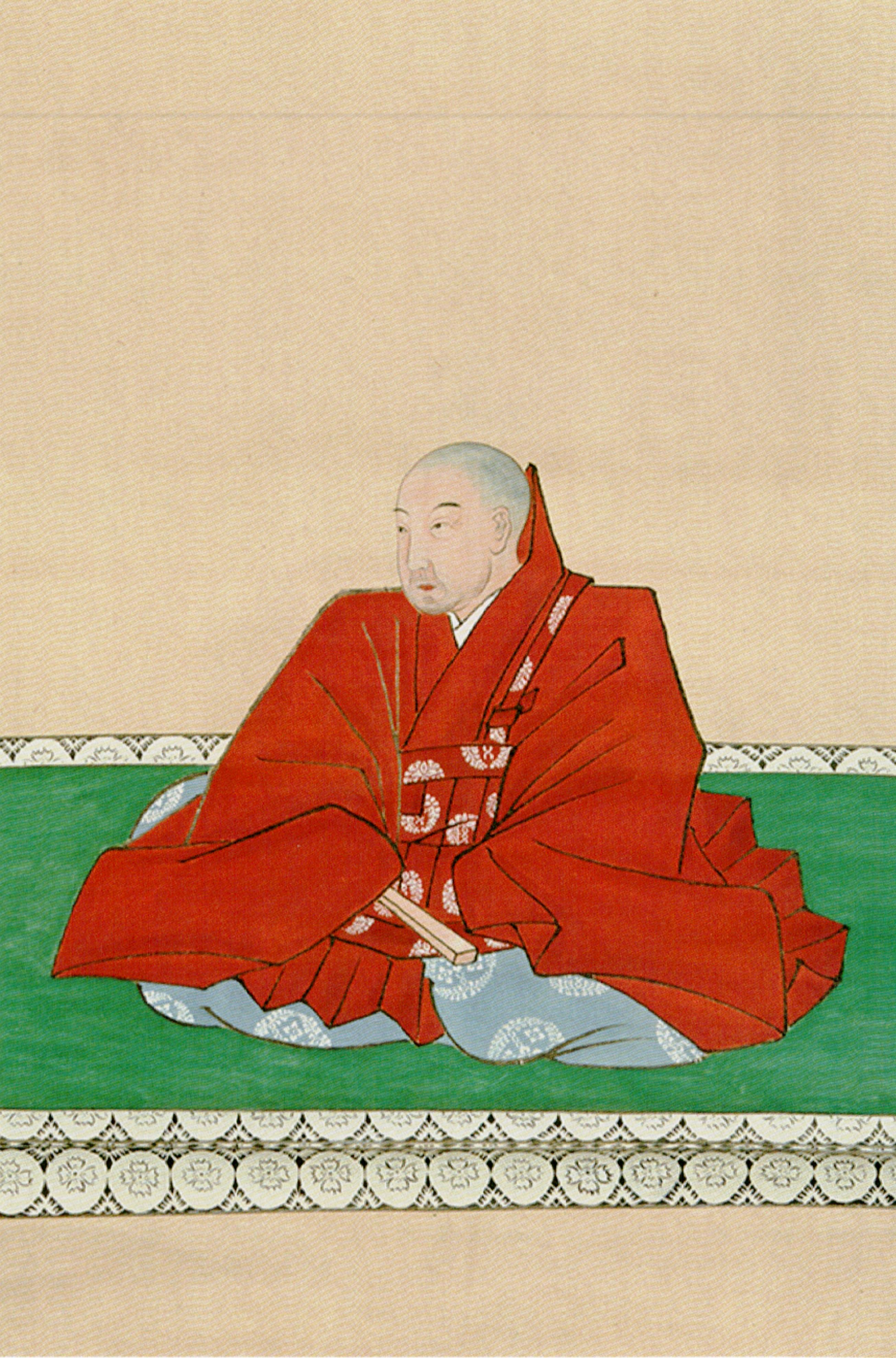
Нидзе Мороеси

В этой статье представлен список известных людей, умерших в 1382 году.
См. также: Категория:Умершие в 1382 году

## Январь
- 3 января — Марко Висконти ди Парма[итал.] — соправитель Милана (1379—1382) и губернатор Пармы (1364—1382)
- 6 января — Басалаварми — чингизид, известный своим наследственным титулом — принц Лян (梁王), потомок монгольского хана Хубилая и сторонник династии Юань, самостоятельный правитель Юньнаньи (1368—1381); покончил жизнь самоубийством после поражения от войск Империи Мин
- 12 января — Завиша Курозвенцкий — польский римско-католический и государственный деятель, подканцлер коронный (1371—1373), канцлер великий коронный (1373—1370), епископ краковский (1381—1382).
- 15 января — Лопе Фернандес де Луна[исп.] — испанский религиозный и военный деятель, епископ Вика (1349—1352), архиепископ Сарагосы (1351—1380), католический патриарх Иерусалима (1380—1382)
- 17 января — Изабеплла Баварская[итал.] — дочь Баварско-Ландсхутского герцога Фридриха, жена соправителя Милана и губернатора Пармы Марко Висконти ди Парма[итал.]
- 23 января — Николя де Сен-Сатурнен[итал.] — Богослов Папского Дома (1372—1378), кардинал-священник Санти-Сильвестро-э-Мартино-ай-Монти (1378—1382)

## Февраль
- 15 февраля — Уильям де Уффорд — английский аристократ, 3-й барон Уффорд (1364—1382), 2-й граф Саффолк (1369—1382), кавалер ордена Подвязки (1375). Был одним из самых влиятельных вельмож Англии в царствование Ричарда II. Участвовал в Столетней войне. Разбился насмерть, упав с лестницы Вестминстерского дворца.
- 17 февраля — Людвиг фон Мейсен[нем.] — принц-епископ Хальберштадта (1357—1366), князь-епископ Бамберга (1366—1374), курфюрст-архиепископ Майнца (1374—1381), архиепископ Магдебурга (1381—1382)
- 27 февраля — Уолтер Лесли — шотландский дворянин и крестоносец, один из известных рыцарей своего времени; мормэр (граф) Росс (по праву жены) (1372—1382).

## Март
- 10 марта — Катерина Висконти[итал.] — дочь соправителя Милана Маттео II Висконти, сеньора-консорт Мантуи (1358—1362), жена соправителя Мантуи Уголино Гонзаго[итал.]
- 18 марта — Миколай II из Гурки[англ.] — епископ Познани (1375—1382)
- 29 марта — Елизавета Намюрская[нем.] — дочь маркграфа Намюра Жана I, пфальцграфиня-консорт рейнская (1353—136), курфюрстина-консорт Пфальца (1356—1382) как жена Рупрехта I

## Апрель
- 5 апреля — Януш Сухывильк — польский римско-католический и государственный деятель, канцлер краковский (1357—1373), декан краковский, канцлер великий коронный (1357—1373), архиепископ гнезненский (1374—1382).
- 9 апреля — Уильям Спридлингтон[англ.] — епископ Сент-Асафа (1376—1382)
- 11 апреля — Иоанн II[англ.] — князь Ангальт-Цербста (1362—1382)
- 23 апреля — Уильям ла Зуш — английский аристократ, 2-й барон Зуш из Харингуорта (1352—1382).
- 26 апреля — Родриго де Москосо[исп.] — Архиепископ Сантьяго-де-Компостелы (1367—1382), старший капеллан короля (1367—1380), главный нотариус королевства Леон (1370—1382)

## Май
- 6 мая:
  - Василий Михайлович II — князь Кашинский (1373—1382);
  - Джон Уорв — участник крестьянского восстания Уота Тайлера. Руководил повстанцами в Саффолке, после поражения был казнён через повешение, потрошение и четвертование.
- 9 мая — Маргарита I Французская — дочь короля Франции Филиппа V Длинного, жена Людовика I Неверского (с 1320), графиня-консорт Ревера и графиня-консорт Фландрии (1322—1346), графиня-консорт Ретеля (1328—1349), графиня Бургундии и Артуа (1361—1382).
- 14 мая — Бертран II де Ла Тур[фр.] — епископ Туля (1353—1361), епископ Пюи (1361—1382)
- 22 мая — Джованна I — королева Неаполя (1343—1382); убита (задушена) по приказу Карла Дураццо

## Июнь
- 5 июня — Андреа Контарини — 60-й венецианский дож (1368—1382).
- 9 июня — Филипп Лейденский[нидерл.] — нидерландский юрист, автор трактата «О заботе о государстве и роли правителя»
- 18 июня — Мерсвин, Рулман[нем.] — немецкий купец и писатель-мистик, глава общины «Друзей бога» в Страсбурге
- 22 июня — Роджер Крэдок[англ.] — епископ Уотерфорда (1351—1361), епископ Ландава (1361—1382)
- 24 июня — Винрих фон Книпроде — 22-й великий магистр Тевтонского ордена (1361—1382).
- 28 июня — Уорин де Лайл, английский аристократ, 2-й барон Лайл из Кингстон Лайл (1360—1382).

## Июль
- 11 июля — Николай Орем — французский философ, натурфилософ, математик, механик, астроном, теолог. епископ Лизьё (1377—1382).
- 23 июля — Афонсо Португальский[порт.] — наследный принц Португалии, сын короля Фернанду I, умер младенцем, прожив 4 дня.
- 27 июля — Джон де Сэй, английский аристократ, 4-й барон Сэй (1375—1382).

## Август
- 13 августа — Элеонора Арагонская (24) — дочь короля Арагона Педро IV, королева-консорт Кастилии и Леона (1379—1382), жена Хуана I; умерла при родах.
- 15 августа:
  - Кейстут — великий князь литовский (1381—1382), князь трокский (1337—1382), сын Гедимина, брат и фактический соправитель Ольгерда, отец Витовта, убит (задушен) в плену сторонниками Ягайло;
  - Ренуль де Монтерук[итал.] — епископ Систерона (1370—1382), кардинал-священник Санта-Пуденциана (1378—1382), регент Апостольской канцелярии (1378—1382).
- 23 августа — Роджер ле Стрейндж, английский аристократ, 5-й барон Стрейндж из Нокина (1349—1382).
- 26 августа — Остей — один из князей династии Гедиминовичей, участник борьбы против Золотой Орды в правление Дмитрия Донского. Руководил обороной Москвы от золотоордынского хана Тохтамыша в 1382 году. Погиб вне города непосредственно перед его разорением татарами.

## Сентябрь
- 10 сентября — Людовик I Великий (56) — король Венгрии и Хорватии (1342—1382).
- 14 сентября — Генрих I Немодлинский — князь Немодлинский (1362/1365—1382) и Прудницкий (1365—1382), правил вместе с братьями Болеславом II (до 1367/1368) и Вацлавом (до 1369).
- 17 сентября — Осорес, Фернандо[исп.] — магистр Ордена Сантьяго (1370—1382)
- 21 сентября — Болько III Опольский — князь Опольский (1356 —1370/1375, совместно с братьями) и Стшелецкий (1370/1375—1382).
- 23 сентября — Императрица Ма[англ.] — императрица-консорт Китая (1368—1382), Жена императора Хунъу.

## Октябрь
- 4 октября — Лудовико II Гонзага — народный капитан Мантуи (1369—1382)
- 5 октября — Изабелла де Куси (38) — английская принцесса, старшая дочь короля Эдуарда III, жена Ангеррана VII де Куси, 1-го графа Бедфорд. В 1376 году стала дамой Ордена Подвязки.
- 7 октября — Жан III Вьенский[нем.] — архиепископ Безансона (1355—1361), епископ Меца (1361—1365), епископ Базеля (1365—1382)
- 13 октября — Пьер II де Лузиньян — король Кипра (1369—1382)
- 16 октября — Микеле Морозини — 61-й Венецианский дож (1382), умер от чумы.
- 18 октября — Джеймс Батлер (51) — ирландский аристократ и пэр, 2-й граф Ормонд (1338—1382), лорд-юстициарий Ирландии (1359—1360, 1364—1365, 1376—1378). Доминирующий политический лидер в Ирландии в 1360-х и 1370-х годах.
- 22 октября — Альбрехт II фон Гогенлоэ[нем.] — контр-епископ Вюрцбурга (1372—1376)

## Ноябрь
- 4 ноября — Джон Лайон, лорд Гламис[англ.] — Лорд Верховный камергер Шотландии (1377—1382)
- 9 ноября — Фридрих II фон Хойм[нем.] — епископ Мерзебурга (1357—1382), архиепископ Магдебурга (1382)
- 10 ноября — Рауль де Пресль младший[фр.] — французский теолог, юрист, писатель, переводчик и гуманист
- 27 ноября — Филипп ван Артевелде — сын Якоба ван Артевелде, капитан Гента (1381—1382), правитель Фландрии (1382). Погиб в битве при Роозбеке.

## Декабрь
- 24 декабря — Тэго Боу — основатель и дзэн-мастер корейского буддийского ордена Чоге

## Дата неизвестна или требует уточнения
- Абу Бакр Лагату[укр.] — король империи Канем (1381—1382); погиб войне с билала
- Аль-Мансур Али II — мамлюкский султан Египта, из династии Бахритов (1377—1382)
- Ардерн, Генри де[англ.] — английский политик, депутат Парламента (1377, 1380, 1381)
- Арно де ла Вие де Вильмер[фр.] — виконт Вильмер
- Бернард II фон Верле[нем.] — правитель Верле-Варен (1347—1382), правитель Верле-Гольдберга (1374—1382)
- Бирута — жена литовского князя Кейстута, мать великого князя литовского Витовта; казнена (утоплена в реке) сторонниками Ягайло
- Гульельмо Венециано[итал.] — итальянский художник из Венеции
- Джалал ад-Дин Хусейн-хан[англ.] — султан Ирака из династии Джалаиридов (1375—1382)
- Изз ад-Дин ибн Рукн ад-Дин Махмуд[англ.] — малик Систана из династии михрабанидов (1352—1380); умер после свержения
- Кальдора, Джованни Антонио[итал.] — итальянский дворянин и кондотьер; казнён королём Неаполя Карлом III в борьбе со сторонниками Людовика I Анжуйского
- Корнаро, Федерико[англ.] — венецианский патриций, торговец и политик, самый богатый человек Венеции к 1379 году, фактический правитель Аргоса и Нафплиона с 1377 года
- Кунигунде фон Орламюнде[нем.] — немецкая монахиня, основательница монастыря Химмелтрон и его первая настоятельница. Согласно легенде, она является историческим образцом Белой женщины Гогенцоллернов
- Кшета Сингх — второй махарана Мевара (1364—1382)
- Луиджи Антонио делла Ратта[итал.] — итальянский дворянин, граф Казерты (1359—1382)
- Маргарита фон Нюрнберг[болг.] — дочь бургграфа Нюрнберга Фридриха IV, графиня-консорт Нассау-Висбаден-Идштейн (1332—1370), жена Адольфа I[болг.]
- Мороеси, Нидзе[англ.] — японский государственный деятель, регент-кампаку (1369—1375)
- Ныгуайе-Марьям[англ.] — император Эфиопии из Соломоновой династии (1372—1382).
- Гуго Обрио, французский чиновник, прево Парижа (1367—1381).
- Рукн ад-Дин аль-Кирими[укр.] — исламский крымский ученый, крымский судья.
- Седакер, Гильермо[порт.] — каталонский алхимик, химик и писатель, один из изобретателей прозрачного стекла.
- Жан Танкарвиль — французский полководец.
- Тэго Боу, дзэн-мастер корейского буддийского ордена Чоге.
- Фадрике, Луис[англ.] — граф Салоны (1465—1382)
- Хушенг ибн Кавус — Ширваншах (1372—1482), последний представитель династии Кесранидов; убит во время восстание мелких феодалов и крестьян против знати.
- Чентурионе I Дзаккариа — барон Дамалы, Халандрицы и Эстамиры, сеньор Велигости, бальи (губернатор) княжества Ахайя.